# Nur Misuari
Nurallaji Pinang Misuari (Joló, 3 de marzo de 1939) es un revolucionario moro, político, fundador y líder del Frente Moro de Liberación Nacional.

## Primeros años y educación
Nur Misuari nació en Joló el 3 de marzo de 1939. Nur fue el cuarto hijo entre una familia de diez hijos. Los padres de Nur eran de Tausug Sama proveniente de Kabinga-an, Tapul Island. Sus padres trabajaban como pescadores. Su familia tuvo dificultades financieras y no podían enviar a Nur a la universidad. Adquirió una beca de la Comisión de Integración Nacional.
Nur fue a la Universidad de Filipinas, Manila como académico en 1958 y se licenció en ciencias políticas. Nur se convirtió en activo en muchas de las universidades de actividades extra-curriculares en particular en el debate. Después que se graduó en la Universidad de Filipinas, entró en la escuela de leyes, pero se perdió la carrera de Derecho en su segundo año. Terminó una maestría en estudios de Asia en 1966.
En 1964, Nur Misuari fundó un grupo estudiantil radical llamado el Bagong Asya (Neva Asia). Misuari, junto con José María Sison también fundó la Kabataan Makabayan (Juventud Patriótica).

## Carrera
A través del Dr. Cesar Adib Majul, Misuari se convirtió en profesor en ciencia política de la Universidad de Filipinas.

## Publicaciones
The Autobiography of Nur. P. Misuari